# Francesco Marino Mannoia
Francesco Marino Mannoia (nacido el 5 de marzo de 1951) es un exmiembro de la mafia siciliana que se convirtió en pentito (colaborador de justicia) en 1989. Su apodo era Mozzarella. Está considerado como uno de los testigos más fiables en sus declaraciones contra la mafia. El juez antimafia Giovanni Falcone, que fue el primero en interrogarlo, le recordaba como un testigo inteligente y fidedigno.

## Trayectoria criminal
Se crio en Palermo, y se unió a la familia mafiosa de Santa Maria di Gesù, liderada por Stefano Bontate. Fue muy solicitado por todas las familias de la mafia por su destreza y conocimientos en el refinamiento de heroína de la red Spatola-Inzerillo-Gambino. Marino Mannoia recordó haber refinado un mínimo de 1000 kilogramos de heroína de Bontate. Había aprendido a tratar la heroína gracias a Antonino Vernengo, alias 'u dutturi' (el médico), que fue el primero en establecer una refinería en 1977. También fue sospechoso de estar involucrado en, por lo menos, 17 asesinatos.
Durante la Segunda guerra de la mafia de la década de 1980, su jefe, Stefano Bontate, fue asesinado junto con cientos de sus partidarios. Mannoia sólo sobrevivió porque en ese momento estaba en la cárcel por narcotráfico. Se escapó de la cárcel en 1983 con la ayuda de su hermano menor, un asesino llamado Agostino Marino Mannoia. Se reunieron con el jefe de los corleonesi Salvatore Riina para establecer su posición en el recién alterado panorama de la mafia siciliana, y ambos fueron autorizados a vivir y trabajar bajo los auspicios del jefe de los corleonesi. De esta manera, Francesco Marino Mannoia se convirtió en una importante refinador de heroína para los corleonesi.
En 1985 fue arrestado de nuevo por el comisario Giuseppe Montana y regresó a la cárcel. El 20 de abril de 1989, su hermano Agostino Marino Mannoia - que entonces tenía veintitrés años - desapareció y nunca más fue visto. Su coche ensangrentado fue encontrado ese mismo día. Francesco Mannoia se dio cuenta de que su hermano había sido asesinado. Al final resultó que los dos hermanos Mannoia habían estado conspirando, junto con Vincenzo Puccio, para derrocar a Salvatore Riina como jefe de la mafia siciliana. De alguna manera se había filtrado tal intención y Agostino Marino Mannoia fue el primero de los conspiradores que moriría. Puccio y sus hermanos le siguieron poco después.

## Colaborador de justicia
En el otoño de 1989 la amante de Marino Mannoia se puso en contacto con la unidad de la policía antimafia en Roma, indicando que el mafioso estaba listo para hablar. Después de las negociaciones sobre sus garantías, Marino Mannoia y el juez Giovanni Falcone iniciaron una serie de conversaciones el 8 de octubre de 1989. En definitiva, siguió los pasos de Tommaso Buscetta y Salvatore Contorno en convertirse en un pentito.
Su colaboración fue importante porque fue el primer pentito que venía de la facción ganadora de la Segunda guerra de la mafia. Fue capaz de poner al día a las autoridades sobre las actividades dentro de la Cosa Nostra a lo largo de la década de 1980, incluyendo las desapariciones de Filippo Marchese, Saro Riccobono y Pino Greco. No mucho tiempo después de que comenzara a hablar con las autoridades, la madre de Mannoia, la tía y una de sus hermanas fueron asesinadas en su casa de Bagheria como venganza, siendo una táctica común de la mafia de entonces el matar a los familiares de los pentiti para desalentar a otros a que pudieran hacer lo mismo.
Marino Mannoia fue admitido en Programa de Testigos Protegidos (Witness Protection Program) de los EE. UU. (Italia no tenía un programa como este en ese momento). En los EE. UU. testificó en contra de la facción siciliana de la familia criminal Gambino, los llamados los Gambino de Cherry Hill, John, Rosario y Joe Gambino. Se había reunido con John Gambino personalmente, quien había inspeccionado la calidad de la heroína que Mannoia Marino estaba refinando en Palermo.

## Testimonios
Marino Mannoia reveló que Roberto Calvi — el banquero de Dios del Banco Ambrosiano y del Vaticano — había sido asesinado por la mafia por haber perdido los fondos de la mafia cuando el Banco Ambrosiano quebró. Según Mannoia el asesino fue Francesco di Carlo, un mafioso residente en Londres. La orden de matar a Calvi había salido de Giuseppe Calò y Licio Gelli. Cuando Di Carlo se convirtió en informante en junio de 1996, negó que él hubiera sido el asesino, pero admitió que había sido contactado por Calò para hacer el trabajo.
Marino Mannoia declaró que su exjefe Stefano Bontate tenía estrechas relaciones con los políticos sicilianos, en particular, con Salvo Lima - el referente del primer ministro Giulio Andreotti en Sicilia. En abril de 1993 - tras el asesinato de Lima y los jueces Giovanni Falcone y Paolo Borsellino - aportó pruebas contra Giulio Andreotti, quien fue acusado de asociación mafiosa. Dijo que Andreotti se había reunido con Stefano Bontate en la década de 1970.
Marino Mannoia proporcionó la primera declaración sobre los contactos directos de Andreotti con los jefes de la mafia. Describió una reunión de alto nivel en 1980 con Salvatore Inzerillo y Stefano Bontate en la que supuestamente Andreotti llegó con Lima en un vehículo a prueba de balas perteneciente a los primos Salvo. Andreotti había venido a protestar por el asesinato de Piersanti Mattarella a cargo de la mafia en enero de 1980.
También declaró sobre el asesinato del periodista Mauro De Mauro. El periodista de investigación había sido secuestrado y asesinado por la mafia en 1970. Marino Mannoia había recibido la orden de Bontate en 1977 o 1978 de desenterrar los cuerpos de varias personas, incluido el de De Mauro y disolverlos en ácido.
Marino Mannoia admitió que había sido uno de los hombres que habían robado la Natividad con San Francisco y San Lorenzo, una pintura de  Caravaggio que nunca ha vuelto a ser vista desde que fue robada en 1969 (se creía que la obra de arte, en un momento dado, estaba en manos del jefe mafioso Rosario Riccobono).

## Programa de Protección de Testigos
Mannoia vivía en un lugar no revelado con una nueva identidad proporcionada por el FBI en el Programa de Protección de Testigos, habiendo obtenido la ciudadanía estadounidense después de testificar en contra de una serie de mafiosos sicilianos en los EE. UU. Se afirmó, y no se negó, que Marino Mannoia había recibido 600.000 dólares cuando aportó pruebas en contra de Giulio Andreotti en la primavera de 1993.  En ese momento estaba viviendo en libertad en los EE. UU. con 3000 dólares mensuales más la pensión de su padre, todos estos gastos pagados desde Italia.
Mannoia arrastraba una sentencia de 17 años de cárcel impuesta entre Italia y los EE. UU., que terminó en febrero de 2010. En junio de 2011, después de 16 años bajo la protección de los Servicio Marshall de los EE. UU., regresó a Italia. Obligado a no tener una identidad propia y a vivir en condiciones incómodas, consideró las condiciones de vida en los Estados Unidos inaceptables para él y, especialmente, para su familia. Su esposa y sus dos hijos no pudieron adaptarse a la vida americana. Su asignación mensual en Italia fue reducida a 1000 euros al mes.
Marino Mannoia se desilusionó por la poca recompensa y el apoyo que recibió del gobierno italiano en relación con el sacrificio que hizo y los miembros de su familia que habían sido asesinado. "Estoy decepcionado, amargado, después de todo lo que he hecho por la lucha contra la mafia desde 1989", dijo. Trató de suicidarse al tomar varios productos farmacéuticos en julio de 2011, pero fue salvado por su esposa, que lo llevó al hospital a tiempo.

## Citas
- "Muchos creen que entras en la Cosa Nostra por dinero. Esto es cierto en parte. ¿Sabes por qué entré en la Cosa Nostra?  Porque antes en Palermo era un don nadie. Después, dondequiera que iba, todo el mundo agachaba la cabeza. Y esto para mí no tenía precio."[14]